# Ulcère gastroduodénal
 Mise en garde médicale
L’ulcère gastroduodénal (UGD, parfois graphié gastro-duodénal), aussi appelé ulcère de l'estomac, est une maladie qui a longtemps été considérée comme chronique, définie anatomiquement par une perte de substance de la paroi de l’estomac ou du duodénum dépassant la muscularis mucosae.
L’ulcère implique le plus souvent une bactérie, l’Helicobacter pylori. Cette découverte fortuite est due à J. Robin Warren et Barry J. Marshall et leur a valu le prix Nobel de médecine en 2005. Cependant, d’autres facteurs en facilitent la survenue comme le stress des patients en réanimation ou certains médicaments.

## Causes ou facteurs de risque
Avant la compréhension, à partir de 1982, du rôle d'une bactérie dans l’ulcère gastroduodénal, on l'interprétait classiquement comme résultant d’un déséquilibre entre des facteurs protecteurs de la muqueuse gastroduodénale (intégrité anatomique de la muqueuse, de la vascularisation pariétale, sécrétion de mucus par les cellules mucigènes, sécrétion de bicarbonate) et des facteurs d’agression (sécrétion chlorhydro-peptique majorée notamment par le stress), la prise de toxiques, dont l’alcoolisme, le tabagisme, le café, certains médicaments, dont l’aspirine (risque de 1⁄1000 d’avoir un ulcère) ou autres anti-inflammatoires non stéroïdiens, corticostéroïdes…
Cette conception classique a été remise en cause par la découverte du rôle prépondérant de l’infection par Helicobacter pylori.
Contrairement à une idée reçue, le « stress » (dans le sens courant d'« anxiété ») n'est pas un facteur de risque. Le terme d’« ulcère de stress » correspond à un stress physiologique lors de pathologie aiguë grave, notamment chez les patients en réanimation.
Les causes médicamenteuses sont indépendantes de la présence d’Helicobacter. Les ulcères sont causés dans ce cas par la suppression de la sécrétion de prostaglandines par l’estomac qui est due à une inhibition de la cyclooxygénase 1 (COX-1). Les anti-inflammatoires de type anti COX-2 (appelé communément coxibs) provoquent beaucoup moins d’ulcères.
Dans certains cas, les ulcères peuvent être liés à une autre cause, comme dans le syndrome de Zollinger-Ellison.

## Épidémiologie
C’est l’une des maladies gastroentérologiques les plus fréquentes : on estime que 5 à 10 % des habitants des États-Unis développeront un ulcère gastrique ou duodénal dans leur vie.
Les ulcères duodénaux sont les plus fréquents : on trouve un ulcère gastrique pour dix ulcères duodénaux.
Les complications des ulcères diminuent en fréquence, avec l’utilisation de médicaments efficaces sur l’ulcère.

## Symptômes
Les signes de l’ulcère gastrique ou de l’ulcère duodénal sont très variables et peu spécifiques. Il n’existe pas d’élément clinique permettant d’affirmer le diagnostic avec certitude. La découverte d’un ulcère gastroduodénal à l'endoscopie digestive haute est possible chez des patients ne se plaignant de rien.
Les symptômes les plus courants sont :
- l’épigastralgie qui est une douleur localisée à la partie haute de l’abdomen et qui présente des caractéristiques : par exemple, une apparition dans les 2 à 3 heures après les repas est soulagée par une prise alimentaire, surtout s’il s’agit d’aliments alcalins comme les produits laitiers. Elle se répète de façon quotidienne, donnant une impression de « faim douloureuse » ;
- le pyrosis (sensation de brûlure rétrosternale), une dyspepsie (sensation d’inconfort lors de la digestion), des nausées ou des vomissements, une anorexie (perte d’appétit) avec amaigrissement, la pâleur d’une anémie ferriprive ou un méléna (diarrhée noirâtre due à du sang digéré) sont des signes moins constants.

Les signes cliniques évoluent par périodes où le malade souffre quotidiennement, entrecoupées de périodes sans gêne particulière. Il existe un rythme saisonnier à ces périodes qui seraient plus fréquentes au printemps et en automne.
On peut aussi constater des signes cliniques plus bruyants pouvant témoigner d’une complication d’emblée, lors notamment d’une perforation de la paroi digestive ou d’une hémorragie digestive majeure. La symptomatologie décrite ci-dessus est alors couverte par celle de la péritonite (douleur abdominale intense, iléus, ventre de bois à la palpation…) et ceux de l’état de choc hémorragique (pâleur intense, tachycardie, hypotension, angoisse…).

## Diagnostic
La fibroscopie œsogastroduodénale est l’examen de référence. Elle visualise l’ulcère, en détermine la localisation, s’il est isolé ou multiple. Des biopsies sont nécessaires en cas d’ulcère gastrique, pour vérifier l’absence de cancérisation. Les ulcères les plus fréquents sont situés sur la petite courbure de l’estomac et sur le bulbe du duodénum (partie postérieure). On recherchera également une colonisation par l’Helicobacter pylori, très souvent associé à l’ulcère gastroduodénal, et dont l’éradication permettra d’éviter des récidives.
Un transit œsogastroduodénal (radiographie de l’abdomen après avoir avalé un produit radio-opaque) peut être utile, si on ne peut avoir accès à une fibroscopie, ou si une symptomatologie évocatrice persiste, en l’absence de signe fibroscopique visible.
La radio d’abdomen sans préparation est en règle générale normale. On peut visualiser de l’air sous les coupoles diaphragmatiques en cas d’ulcère perforé : un scanner peut également être utile en cas de saignement, ou de suspicion de perforation.
Chez les personnes jeunes, on peut se contenter d’une simple recherche d’Helicobacter par une analyse des gaz respiratoires ou par la recherche d’antigènes spécifiques dans les selles, sans faire de fibroscopie.

## Complications

### Hémorragie
La complication la plus fréquente est l’hémorragie digestive haute (correspond à plus d'un tiers de ces dernières) se manifestant soit par une hématémèse (vomissement de sang), soit par un méléna (diarrhée noirâtre faite de sang digéré), soit simplement par une anémie. Son incidence annuelle est comprise entre 19 et 57 cas pour 100 000 suivant les pays. Il peut y avoir saignement abondant, par exemple sur érosion de l’artère gastroduodénale qui passe sur la face postérieure du premier duodénum.
La fibroscopie peut voir un saignement en cours, ou seulement la présence d'un caillot. Elle peut ne visualiser qu'un ulcère apparemment non compliqué.
La mortalité est autour de 5 % même si elle a tendance à baisser.
Plusieurs scores de risque ont été développés afin d'estimer le pronostic de l'hémorragie digestive haute. Ils sont basés sur la clinique, la biologie, et parfois les données endoscopiques. Parmi ces scores, on peut citer le « Rockall score », le « Glasgow Blatchford score » et l'AIMS65, seul ce dernier étant spécifique de l'hémorragie sur ulcère gastrique.

### Perforation
L’ulcère peut se compliquer de perforation gastrique ou duodénale, avec constitution d’un pneumopéritoine ou d’une péritonite. Cette complication est cependant plus rare.

### Autres
En chronique, l’ulcère peut se compliquer d’anémie ferriprive, de sténose pylorique et de cancer gastrique.
Un ulcère gastrique peut se « cancériser » et un cancer gastrique peut prendre la forme d'un ulcère : ceci explique que la recherche d'un cancer gastrique soit systématique devant tout ulcère gastrique. Ceci ne concerne pas les ulcères duodénaux.

## Traitement et surveillance
Le traitement de référence est l’éradication de la bactérie Helicobacter pylori par un traitement antibiotique. Il permet de réduire l’échec du traitement anti-acide ou la récidive de l’ulcère gastroduodénal. On utilise une triple antibiothérapie séquentielle à base de pénicilline, de macrolide et d'imidazole durant dix jours associée à un inhibiteur de la pompe à protons, qui améliore l'efficacité de l'antibiothérapie en réduisant l'acidité de l'estomac.
Cependant ces traitements utilisant jusqu'à cinq types d'antibiotiques peuvent avoir des effets secondaires assez importants ,,.
Des pistes de recherches utilisant par exemple des nanoparticulessemblent néanmoins plus à même de cibler plus précisément le biofilm de l'ulcère et de diminuer l'impact des traitements.
La cicatrisation de l’ulcère est obtenue par un traitement anti-acide et quelques mesures hygiéno-diététiques : arrêt du tabac, sevrage alcoolique, etc.
Le traitement par anti-acide au long cours peut être proposé chez les patients toujours porteurs d’Helicobacter pylori ou à risque de récidive d’ulcère gastroduodénal.
Les pansements gastriques (sucralfate, sels de bismuth) sont des gels renforçant la muqueuse digestive et permettant une meilleure cicatrisation.
La consommation de probiotiques limite le développement de la bactérie Helicobacter pylori mais ne peut l'éradiquer. On espère que ces probiotiques pourraient avoir des effets bénéfiques sur les gastrites.
Un traitement impliquant la chronopharmacologie est aussi utilisé.

### Traitement des complications
En cas de complication, le traitement peut être médicamenteux ou chirurgical :
- perforation d’ulcère :
  - sur estomac vide, un traitement médicamenteux peut être mis en place : aspiration par sonde gastrique, perfusion avec inhibiteurs de la pompe à protons et antibiotiques, surveillance en milieu chirurgical,
  - sur estomac plein, la constitution d’une péritonite est beaucoup plus rapide, et une intervention chirurgicale est nécessaire en urgence (toilette péritonéale et drainage, suture de l’ulcère) ;
- hémorragie : une fibroscopie, réalisée en urgence[19], permet de confirmer la cause gastrique du saignement et de mettre en route un traitement endoscopique adapté. En cas de visualisation d'un caillot adhérent, celui-ci doit être retiré afin de visualiser la lésion saignante et la traiter[20]. Plusieurs types de traitement peuvent être pratiqués : l'injection siloée d'adrénaline n'est plus conseillée[21]. l'injection de liquides dans la muqueuse proche de l'artère responsable permet de comprimer cette dernière et complète ainsi l'adrénaline. La pose d'un clip sur l'artère est une autre solution, équivalente à la thermocoagulation[22]. Ce traitement endoscopique permet de réduire le risque de récidive, le recours à la chirurgie et la mortalité[23]. L'intérêt d'un contrôle endoscopique quelques jours après la guérison d'un saignement est discutable[7]. Une perfusion d’inhibiteurs de la pompe à protons à forte dose est réalisée dans le même temps[24]. La dose nécessaire reste discutée, les fortes doses ne montrant pas de supériorité par rapport à des doses inférieures[25]. Si la visualisation de l’ulcère est impossible du fait des caillots, s’il y a récidive du saignement, ou si celui-ci est trop important, une intervention chirurgicale en urgence permet de contrôler l’hémorragie. Une embolisation de l'artère responsable peut être une solution alternative[26]. Le traitement par inhibiteurs de la pompe à protons sera continué après cette intervention, un contrôle de la bonne cicatrisation de l’ulcère sera nécessaire à six semaines en cas de localisation gastrique (avec biopsies pour éliminer une cancérisation).

Un contrôle endoscopique de la guérison de l’ulcère gastrique sera effectué pour confirmer l’éradication d’Helicobacter pylori, l’absence de gastrite atrophiante, de lésion cancéreuse et la disparition de l’ulcère.

## Prévention
Il est conseillé de ne consommer l’alcool, le tabac, le café et les épices que de façon modérée[Par qui ?].
Un traitement préventif par inhibiteur de la pompe à protons peut être prescrit dans les situations à risque (usage d’anti-inflammatoires non stéroïdiens ou d’aspirine).